# Mellie Francon
Mellie Francon (ur. 24 stycznia 1982 w La Chaux-de-Fonds) – szwajcarska snowboardzistka, brązowa medalistka mistrzostw świata.

## Kariera
Po raz pierwszy na arenie międzynarodowej pojawiła się 3 stycznia 2004 roku w Vars, gdzie w zawodach FIS Race zajęła drugie miejsce w snowcrossie. trzynaście dni później w Arosie zadebiutowała w zawodach Pucharu Świata, zajmując tym razem siedemnaste miejsce w tej konkurencji. Tym samym już w swoim debiucie wywalczyła pierwsze pucharowe punkty. Pierwszy raz na podium zawodów tego cyklu stanęła 17 marca 2005 roku w Tandådalen, kończąc rywalizację w snowcrossie na drugiej pozycji. W zawodach tych rozdzieliła Austriaczkę Doresię Krings i Kanadyjkę Maëlle Ricker. Łącznie dziesięć razy stawała na podium zawodów PŚ, odnosząc jedno zwycięstwo: 5 stycznia 2006 roku w Bad Gastein w snocrossie. Najlepsze wyniki osiągnęła w sezonie 2007/2008, kiedy to zajęła siódme miejsce w klasyfikacji generalnej, a w klasyfikacji snowcrossu była trzecia.
W 2009 roku wywalczyła brązowy medal podczas mistrzostw świata w Gangwon. Wyprzedziły ją tam tylko Helene Olafsen z Norwegii i kolejna Szwajcarka, Olivia Nobs. Była też między innymi dziewiąta na mistrzostwach świata w Arosie w 2007 roku. W 2006 roku wystartowała na igrzyskach olimpijskich w Turynie, gdzie zajęła piąte miejsce. Brała też udział w igrzyskach w Vancouver cztery lata później, zajmując siódmą pozycję. Nigdy nie wystartowała na mistrzostwach świata juniorów.
W 2012 roku zakończyła karierę.

## Osiągnięcia

### Igrzyska olimpijskie
| Miejsce | Dzień     | Rok  | Miejscowość | Konkurencja | Zwyciężczyni  |
| ------- | --------- | ---- | ----------- | ----------- | ------------- |
| 5.      | 17 lutego | 2006 | Turyn       | Snowcross   | Tanja Frieden |
| 7.      | 16 lutego | 2010 | Vancouver   | Snowcross   | Maëlle Ricker |

### Mistrzostwa świata
| Miejsce | Dzień       | Rok  | Miejscowość | Konkurencja | Zwyciężczyni       |
| ------- | ----------- | ---- | ----------- | ----------- | ------------------ |
| 16.     | 16 stycznia | 2005 | Whistler    | Snowcross   | Lindsey Jacobellis |
| 9.      | 14 stycznia | 2007 | Arosa       | Snowcross   | Lindsey Jacobellis |
| 3.      | 18 stycznia | 2009 | Gangwon     | Snowcross   | Helene Olafsen     |

### Puchar Świata

#### Miejsca w klasyfikacji generalnej
- sezon 2003/2004: -
- sezon 2004/2005: -
- sezon 2005/2006: 16.
- sezon 2007/2008: 7.
- sezon 2008/2009: 12.
- sezon 2009/2010: 21.
  - SBX[1]
- sezon 2011/2012: 11.

#### Miejsca na podium
1. Tandådalen – 17 marca 2005 (snowcross) - 2. miejsce
2. Bad Gastein – 5 stycznia 2006 (snowcross) - 1. miejsce
3. Valle Nevado – 29 września 2007 (snowcross) - 2. miejsce
4. Bad Gastein – 13 stycznia 2008 (snowcross) - 2. miejsce
5. Sungwoo – 15 lutego 2008 (snowcross) - 3. miejsce
6. Gujō – 22 lutego 2008 (snowcross) - 3. miejsce
7. Stoneham – 7 marca 2008 (snowcross) - 3. miejsce
8. Chapelco – 13 września 2008 (snowcross) - 2. miejsce
9. Stoneham – 19 lutego 2009 (snowcross) - 2. miejsce
10. Sunday River – 28 lutego 2009 (snowcross) - 3. miejsce

- W sumie 1 zwycięstwo, 5 drugich i 4 trzecie miejsca.